# میرامر
میرامر (به اسپانیایی: Miramar) یک منطقهٔ مسکونی در آرژانتین است که در San Justo Department, Córdoba واقع شده‌است. میرامر ۱٬۹۷۹ نفر جمعیت دارد.